# Léon Nikéritès
Léon Nikéritès est un haut dignitaire eunuque et un chef militaire de l'Empire byzantin sous Alexis Ier Comnène à la fin du XIe siècle et au début du XIIe siècle. Il est mentionné comme anthypatos par Théodore Prodrome. Il a occupé plusieurs postes dont ceux de protoproèdre et d'anagrapheus du Péloponnèse puis il a été duc du thème de Paristrion et stratège de Bulgarie lors de la Première croisade. Il semble aussi avoir été protonobilissime grand duc et anagrapheus de Chypre. Enfin, il accède au poste de mégaduc probablement vers la fin du règne d'Alexis Ier.